# Fernando de los Ríos
Fernando de los Ríos Urruti (Ronda, 8 dicembre 1879 – New York, 31 maggio 1949) è stato un politico spagnolo.
Politico, dirigente e ideologo socialista spagnolo, è considerato uno dei massimi esponenti dal pensiero socialista spagnolo. Bisogna sottolineare la sua proposta di socialismo umanista, con una visione non rivoluzionaria e debitrice dell'avanguardia della socialdemocrazia politica ed etica europea, e di un socialismo nella cornice politica della democrazia liberale, senza concessioni a qualunque tipo di aspirazioni totalitarie. Fu Ministro della Giustizia dal 14 aprile 1931 al 16 dicembre 1931; Ministro della Pubblica Istruzione e delle Belle Arti dal 16 dicembre 1931 al 12 giugno 1933; e Ministro dello Stato (Affari Esteri) dal 12 giugno 1933 al 12 settembre 1933.

## Biografia
Rimase orfano a quattro anni. Iniziò i suoi studi a Cordova e quando la famiglia si spostò, nel 1895, a Madrid, continuò lì i suoi studi nell'Istituto di Libero Insegnamento, fondato da un gruppo di professori universitari krausisti progressisti spagnoli, impegnati politicamente nella Prima Repubblica.
Si laureò in Giurisprudenza nel 1901 e cominciò il suo lavoro come professore nell'Istituto di Libero Insegnamento. Divenne dottore in diritto nel 1907, con una tesi intitolata La Filosofia di Platone. Conseguì la cattedra di Diritto Politico (una disciplina intermedia tra Diritto Costituzionale e Scienze Politiche) all'Università di Granada, dove fu professore e poi amico di Federico García Lorca, che sarebbe diventato un grande poeta e drammaturgo.

### Carriera politica
Nel 1919 si affiliò al Partito Socialista Operaio Spagnolo (PSOE), partecipò alle elezioni di quello stesso anno e venne eletto deputato per la circoscrizione di Granada. Nel 1920 fu eletto membro della Commissione Esecutiva del PSOE e in tale veste andò in Russia per verificare la possibilità dell'ingresso del PSOE nel Comintern. La percezione che ebbe della deriva totalitaria intrapresa dalla Rivoluzione russa fece sì che De los Ríos si opponesse all'ingresso del partito nella Terza Internazionale. La conseguenza fu la fuoriuscita di alcuni dissidenti, che formarono il primo nucleo del Partito Comunista di Spagna.
Nel 1923 fu di nuovo eletto deputato, in quest'occasione dalla circoscrizione di Madrid, e fu testimone del colpo di Stato militare dal generale Miguel Primo de Rivera. Immediatamente, e contro l'opinione di importanti dirigenti del PSOE, si oppose alla collaborazione con la dittatura. Nel 1926 aderì alla Massoneria, nella Loggia "Alhambra" di Granada, appartenente al Grande Oriente Spagnolo, col nome simbolico di "Jugan". Tra il 1927 e il 1929 fu eletto come rappresentante della Gran Loggia Regionale del Mediodía alle assemblee annuali del Grande Oriente Spagnolo. Partecipò, nel 1930, al patto di San Sebastián, che portò alla Sollevazione di Jaca e al suo imprigionamento.
Liberato nel 1931, giusto prima della proclamazione della Seconda Repubblica Spagnola, partecipò alle elezioni e fu nuovamente eletto deputato. Entrò come ministro della Giustizia nel governo provvisorio che dal 14 aprile al 14 ottobre fu guidato da Niceto Alcalá Zamora e fu confermato nello stesso incarico dal 14 ottobre al 16 dicembre 1931 nel primo governo del cosiddetto Biennio riformista, sotto la presidenza di Manuel Azaña.
Dopo l'approvazione, il 9 dicembre 1931, del nuovo testo costituzionale, De los Ríos rientrò nel gabinetto di Manuel Azaña come Ministro della Pubblica Istruzione e delle Belle Arti. In questo periodo promosse una riforma del sistema scolastico (allora caratterizzato da una prevalenza della scuola privata, eminentemente di indirizzo cattolico, rispetto a quella pubblica) che portò, tra le altre cose, alla creazione della Universidad Internacional Menéndez Pelayo. Il 12 giugno 1933 passò a dirigere il Ministero dello Stato (Affari Esteri) fino al 12 settembre 1933, giorno in cui Manuel Azaña si dimise.
Fu rieletto deputato nelle elezioni del 1933 e 1936. In queste ultime elezioni, svoltesi nel mese di febbraio, ottenne un seggio nel parlamento per la provincia di Granada, con 99 749 voti. La votazione in questa provincia fu dichiarata non valida. Ripetuta il 3 maggio, De los Ríos ottenne 224 498 voti su un totale di 260 448.
Quando scoppiò la guerra civile spagnola si trovava a Ginevra, dove era andato a trovare Pablo de Azcárate, Segretario Generale aggiunto della Società delle Nazioni. Entrambi riorganizzarono l'ambasciata spagnola in Francia, di cui De los Ríos si fece carico finché ne prese possesso Álvaro de Albornoz. 
Tra il 31 agosto e il 5 ottobre 1936 fu rettore dell'Universidad Central di Madrid, che durante la guerra civile fu obbligata a trasferirsi a Valencia. 
Fu poi inviato come ambasciatore negli Stati Uniti, dove rimase a capo della legazione repubblicana fino alla fine della guerra civile. Nel mese di giugno del 1937, ricevuto dal presidente Azaña, rese conto della sua prima udienza dal presidente americano, durante la quale Franklin Delano Roosevelt gli disse: "Spero che se Franco trionferà, instaurerà in Spagna un regime liberale", mostrando così che non intendeva appoggiare la Repubblica spagnola perché dava credito alla propaganda dell'influente Chiesa cattolica americana che, influenzata dalla Chiesa cattolica spagnola, presentava la Repubblica come un regime totalitario e Franco come uno statista liberale.

### Epurazione professionale
La sua epurazione come cattedratico da parte del franchismo, senza che egli avesse alcuna possibilità di difesa, avvenne a seguito di un ordine ministeriale del 1939 che coinvolse anche altri cattedratici:
(Ministero de la Educación Nacional, Orden del 3 de febrero de 1939)
Nel 1939 divenne professore presso la New School for Social Research di New York. In questa città visse in esilio fino alla morte, avvenuta nel 1949. I suoi resti furono riportati in Spagna il 27 giugno 1980 e sepolti, successivamente, nel cimitero civile di Madrid.

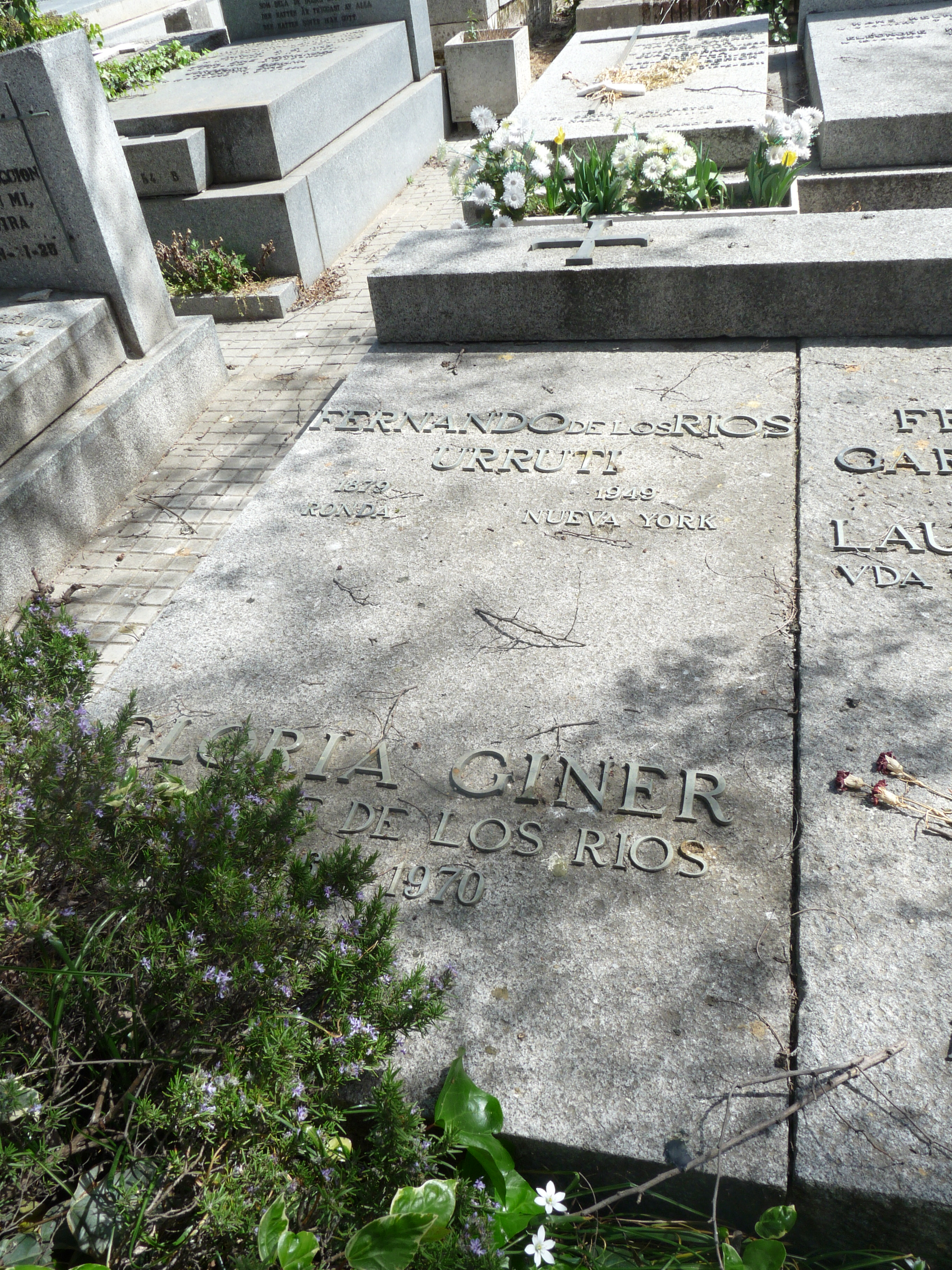
Tomba di Fernando de los Ríos e di sua moglie nel Cimitero civile di Madrid

## Opere
Tra le sue opere si ricordano:
- La crisi attuale della democrazia (1917),
- Il senso umanista del socialismo (1926),
- Religione e Stato nella Spagna del secolo XVI (1927) e
- Il mio viaggio nella Russia sovietica (1921).

In quest'ultimo libro, scritto dopo il viaggio nella Russia bolscevica, De los Ríos racconta che chiese a Lenin quando pensasse di ristabilire la libertà. Ma Lenin rispose con un'altra domanda: "Libertà per cosa?".